# Ochotona thibetana
La pica tibetana (Ochotona thibetana) es una especie de mamífero de la familia Ochotonidae.

## Distribución geográfica
Se encuentra en la China, India y posiblemente en Bután.